# Рущёнко, Пётр Тихонович
Пётр Тихонович Рущёнко (14 ноября 1921 — после 1986) — советский историк, доктор исторических наук, профессор участник Великой Отечественной войны.

## Биография
Родился в селе Лыговка, Харьковской области. В Красной Армии с 1939 года, с 1941 по 1945 года на фронете. В 1949 году окончил Харьковский педагогический университет. В 1953 году защитил кандидатскую диссертацию на тему: Народное антифашистское восстание в Болгарии 1923 г. под руководством профессора С. И. Сидельникова Член ВКП (б) 
Работал в Станиславском педагогическом университете и профессором Харьковского инженерно-экономического института

## личная жизнь
жена Лариса Павловна педагог, сын Игорь (1953 г.р) доктор социологии, профессор

## Награды
Орден Красной звезды
Медаль за победу над Германией
Медаль за освобождение Белграда
Медаль за оборону Сталинграда
Медаль за боевые заслуги